# لیوبوف دمیتریونا اوسوا
لیوبوف دمیتریونا اوسوا (بلاروسی: Любоў Дзмітрыеўна Усава که گاهی به صورت Lyubov Demeetriyevna Oosava نیز آوانگاری می‌شود) (۶ سپتامبر ۱۹۲۱ – ۲ ژانویه ۲۰۱۵) معمار روسی‌الاصل بلاروسی بود. پس از جنگ جهانی دوم، او و همسرش به مینسک نقل مکان کردند و در بازسازی شهر فعالیت داشتند. اوسوا در پروژه‌های متعددی از جمله مدارس، ساختمان‌های دولتی، پارک‌ها و مخازن آبی مشارکت داشت. در سال ۱۹۸۹، نام او در کتاب افتخار مؤسسه پروژه‌سازی مینسک ثبت شد.

## زندگی‌نامه
اوسوا در ۶ سپتامبر ۱۹۲۱ در ایرکوتسک، روسیه به دنیا آمد. در سن نه‌سالگی، خانواده‌اش به مسکو نقل مکان کردند، جایی که او دبیرستان را به پایان رساند و سپس وارد مؤسسه معماری مسکو شد. در سال ۱۹۴۱، این مدرسه به یک مرکز پردازش جنگی تبدیل شد و دانشجویان موظف شدند بمب‌های انهدامی را برای استفاده علیه تانک‌های آلمانی بسته‌بندی و آماده کنند. هم‌زمان، اوسوا در دوره‌های پرستاری شرکت کرد تا بتواند به مجروحان جنگی کمک کند. در اکتبر ۱۹۴۲، تصمیم گرفته شد که دانشجویان به تاشکند، ازبکستان منتقل شوند. آن‌ها تنها مجاز به حمل وسایلی بودند که بتوانند با خود ببرند و در واگن‌های باری سفر کردند، در حالی که اساتید در قسمت مسافری قطارها بودند. این سفر بیش از یک ماه به طول انجامید تا دانشجویان به مؤسسه تاشکند برسند، جایی که شب‌ها زیر میزهایی می‌خوابیدند که روزها روی آن‌ها مطالعه می‌کردند. چهار روز در هفته موظف به مطالعه معماری بودند و سه روز دیگر در یک کارخانه مهمات کار می‌کردند.
در پایان سال، اوسوا برای یک سفر مطالعاتی به منظور اندازه‌گیری بناهای تاریخی در بخارا انتخاب شد و بعدها سفر دیگری به سمرقند داشت، جایی که با همسر آینده‌اش، واسیلی گراشچنکو، آشنا شد. پس از نبرد استالینگراد، هنگامی که پیروزی بر آلمان نازی تقریباً قطعی بود، دانشجویان شروع به بازگشت به خانه‌های خود کردند. اوسوا در بهار ۱۹۴۴ بازگشت، ازدواج کرد و همراه با همسرش در خوابگاه مؤسسه اقامت گزید. او در سال ۱۹۴۷ با درجه ممتاز در رشته معماری فارغ‌التحصیل شد و به‌سرعت به مینسک، بلاروس نقل مکان کرد، جایی که همسرش مشغول به کار بود.
دو روز پس از ورود، اوسوا در کارگاه یوری یگوروف که بعدها به مؤسسه پروژه‌سازی مینسک تبدیل شد، مشغول به کار شد و همراه با دیگر معماران، بازسازی شهر مینسک را آغاز کرد. نخستین پروژه او، دبیرستان شماره ۴۲ در خیابانی بود که امروزه به نام خیابان کومسومولسکایا شناخته می‌شود. پس از آن، در بازسازی ساختمان انجمن ناشنوایان بلاروس و ساختمان آرشیو دولتی در خیابان دولگوبردسکایا مشارکت داشت. او اغلب با الکساندر واینوف (بلاروسی: Александром Воиновым) همکاری می‌کرد و با یکدیگر در پروژه‌هایی همچون تئاتر جوانان مینسک، کاخ پیشگامان و ساختمان کمیته منطقه‌ای حزب کمونیست بلاروس (که اکنون ساختمان دبیرخانه اجرایی اتحادیه کشورهای مستقل همسود است) مشارکت داشتند. او همچنین همراه با ل. ریمینسکی به بازسازی ساختمان‌های مؤسسه پلی‌تکنیک بلاروس پرداخت. اوسوا چه به‌تنهایی و چه در پروژه‌های مشترک، خانه‌ها، مدارس و کودکستان‌های متعددی ساخت. او در طراحی پارک پیروزی (پارکی در مینسک) در کنار اپرا و باله ملی بلاروس و بازسازی پارک کودکان مرکزی ماکسیم گورکی مشارکت داشت. 
در دهه ۱۹۷۰، به عنوان بخشی از تلاش‌های شهری برای حل مشکل سیلاب‌های شهر، اوسوا روی پروژه‌های مخزن آبی «دروزدی» و مخزن آبی «کری نیتسا» در امتداد رود سویسلاچ، بزرگ‌ترین مخزن آبی بلاروس معروف به مخزن آبی «زاسلاوسکویه» و همچنین طرح فضای سبز و آبی در حومه مینسک کار کرد.
در سال ۱۹۸۹، نام اوسوا در کتاب افتخار مؤسسه پروژه‌سازی مینسک ثبت شد و او پس از ۴۳ سال خدمت در سال ۱۹۹۰ بازنشسته شد.